# Лелюшенко Дмитро Данилович
Дмитро́ Дани́лович Лелюше́нко (20 жовтня (2 листопада) 1901, хутір Новокузнецький, нині Зерноградського району Ростовської області Росії — 20 липня 1987, Москва) — радянський військовий діяч, українець за походженням. Генерал армії (1959). Двічі Герой Радянського Союзу (1940, 1945). Герой ЧССР (1970). Депутат Верховної ради СРСР 2-го, 5-го, 6-го скликань. Депутат Верховної ради РРФСР 3-го скликання. Депутат Верховної Ради УРСР 4-го скликання.

## Громадянська війна
Пізнавши в ранньому дитинстві нужду, юний Дмитро Лелюшенко не мучився проблемою вибору, до кого приєднатися в роки Громадянської війни, і тому, коли навесні 1918 року червоний кіннотник Б. М. Думенко, який повернувся незадовго до цього з німецького фронту, організував на хуторі Веселому партизанський загін для боротьби з донськими козаками, — став партизаном. Загін Думенка воював більше року, і в цих боях зростав і мужнів майбутній воєначальник.
З 1919 року Д. Д. Лелюшенко в Червоній армії — в складі 1-ї Кінної армії. Він брав участь у Воронезько-Касторненской, Донбаської та Єгорлицької операціях.

## Міжвоєнний період
Після закінчення Громадянської війни Д. Д. Лелюшенко залишився на військовій службі. Коли стали створюватися перші механізовані підрозділи, він почав освоювати нову техніку, і з цього часу його військова кар'єра буде пов'язана з танковими військами.
У 1933 році Д. Д. Лелюшенко закінчив Військову академію імені М. В. Фрунзе, після чого послідовно командував танковим батальйоном і танковим полком. Радянсько-фінську війну полковник Лелюшенко Д. Д. зустрів на посаді командира 39-ї окремої танкової бригади. В ході боїв з фінами танкісти комбрига Лелюшенко активно допомагали стрілецьким підрозділам, які штурмували «лінію Маннергейма» і численні укріплення противника.

## Німецько-радянська війна
Початок німецько-радянської війни застав його командиром 21-го механізованого корпусу. Вів свій корпус в бій під Даугавпілсом. У серпні 1941 року він був призначений начальником Управління формування та комплектування автобронетанкових військ — заступником начальника ГАБТУ.
Але в жовтні 1941 року Лелюшенко викликаний до Верховного Головнокомандувача Сталіна Й. В., який наказує йому терміново здати справи по Управлінню і прийняти 1-й особливий гвардійський стрілецький корпус, який фактично необхідно було сформувати в найкоротший термін. Знову сформованому корпусу була поставлена задача: зупинити танкове угруповання Гудеріана, яке прорвало Брянський фронт і наступало на Орел. Дев'ять днів воїни 1-го гвардійського стрілецького корпусу героїчно билися на полях Орловщини … У розпал бою за місто Мценськ, де особливо відзначилися танкісти 4-ї танкової бригади полковника Катукова М.Ю., комкор Лелюшенко отримує наказ про призначення командувачем 5-ю армією, яка повинна зайняти оборону в районі Можайська. Однак, командував він 5-ю армією недовго — в одному з боїв був тяжко поранений, і його відправили в госпіталь міста Горького (нині Нижній Новгород).
Після лікування, в середині листопада 1941 генерал-майор Лелюшенко призначений командувачем 30-ю армією Західного фронту. Під час битви за Москву 9 грудня 1941 армія Лелюшенко, що знаходилася на правому крилі Західного фронту, ламаючи запеклий опір німецько-фашистських військ, перерізала залізницю «Москва — Клин», а потім, розвиваючи успіх, спільно з частинами 1-ї ударної армії блокувала в районі Клину велике вороже угруповання. Нарощуючи темп наступу, вже 15 грудня 1941 частини 30-ї армії зайняла місто, знищивши ворога …
Влітку 1942 року брав участь в Ржевской битві. В ході Ржевско-Сичевський наступальної операції армія під командуванням Лелюшенко зазнала серйозних втрат, але не змогла виконати поставленого бойового завдання.
В ході контрнаступу під Сталінградом генерал-лейтенант Лелюшенко Д. Д. вміло керував довіреними йому частинами 1-ї гвардійської армії, за що був удостоєний полководця ордена Суворова 1-го ступеня.
У битві за Дніпро війська 3-ї гвардійської армії 4-го Українського фронту (до 20 жовтня — Південного) під командуванням Д. Д. Лелюшенко відзначилися в операції по захопленню Нікопольського плацдарму …
У березні 1944 року Д. Д. Лелюшенко вступає в командування 4-ї танкової армії, яка під його керівництвом, в складі 1-го Українського фронту бере участь у Львівсько-Сандомирської, Східно-Карпатської та Вісло-Одерської операції.
На заключних етапах війни частини 4-ї гвардійської танкової армії Д. Д. Лелюшенко брали участь в Сілезької і Берлінській операціях, що завершилися розгромом фашистської Німеччини.
5 травня 1945 року в Чеській столиці Празі почалося збройне повстання. Гітлерівці мали намір потопити його в крові. Чеська національна рада звернувся по радіо до країн антигітлерівської коаліції з проханням про допомогу. Ударне угруповання 1-го Українського фронту в складі 3-й і 4-ї гвардійських танкових армій кинулися на допомогу братам-слов'янам. Танкісти Лелюшенко, зробивши в короткий час уздовж правого берега Ельби неймовірно важкий 80-кілометровий марш-кидок, з'єдналися 9 травня в Празі з військами 2-го Українського фронту, замкнувши кільце оточення. Врятували місто і його жителів. 30 травня 1970 року Чехословаччина удостоїла Д. Д. Лелюшенко звання Героя ЧССР.

## Післявоєнний період
Після закінчення війни продовжував командувати армією, що увійшла до складу Центральної групи військ. З жовтня 1946 року — командувач 4-ї гвардійської механізованої армії. З серпня 1947 по квітень 1948 року служив командувачем бронетанкових та механізованих військ Групи радянських окупаційних військ у Німеччині.
У 1949 році із золотою медаллю закінчив Вищу військову академію імені Ворошилова. З березня 1950 по квітень 1953 року — командувач 1-ї Окремої Червонопрапорної армії на Далекому Сході. З липня 1953 року — 1-й заступник командувача військ Прикарпатського військового округу, а з листопада 1953 року командував 8-ю танковою армією Прикарпатського військового округу.
З січня 1956 до січня 1958 року — командувач військ Забайкальського військового округу. З січня 1958 до травня 1960 року — командувач військ Уральського військового округу.
З 26 травня 1960 по 9 червня 1964 року — голова ЦК ДТСААФ. Декілька років був членом редколегії журналу «Військовий вісник». З червня 1964 року — військовий інспектор-радник Групи генеральних інспекторів Міністерства оборони СРСР.
Помер 20 липня 1987 року в Москві. Похований на Новодівочому цвинтарі.

## Військові звання
- майор (25.12.1935)
- полковник (29.10.1939)
- комбриг (1.04.1940)
- генерал-майор (4.06.1940)
- генерал-лейтенант (2.01.1942)
- генерал-полковник (11.05.1944)
- генерал армії (8.05.1959)

## Нагороди, звання
Нагороджений чотирма орденами Леніна, орденом Жовтневої Революції, чотирма орденами Червоного Прапора, двома орденами Суворова та двома орденами Кутузова першого ступеня, орденом Богдана Хмельницького першого ступеня, орденом Вітчизняної війни першого ступеня.
23 березня 1974 року Лелюшенку надано звання почесного громадянина Кам'янця-Подільського як командувачу 4-ї гвардійської танкової армії, що визволяла Кам'янець-Подільський від гітлерівців у березні 1944 року.
24 березня 1974 року Дмитро Данилович, який перебував у Кам'янці-Подільському у зв'язку з відзначенням 30-річчям із дня визволення міста, запалив Вічний вогонь на могилі Невідомого солдата в сквері Танкістів.
5 травня 1975 року у зв'язку з 30-річчям Перемоги у Великій Вітчизняній війні Нікопольська міська Рада депутатів трудящих ухвалила рішення про присвоєння Лелюшенку Дмитру Даниловичу звання «Почесний громадянин міста Нікополя».
19 квітня 1967 року за активну участь у визволені міста Слов'янська від німецько-фашистських загарбників 6 вересня 1943 року військами 3-ї Гвардійської армії під командуванням генерала армії Лелющенко Д. Д., йому було присвоєно звання Почесний громадянин міста Слов'янська.